# Ніл Кіннок
Ніл Гордон Кіннок, лорд Кіннок (англ. Neil Gordon Kinnock; нар. 28 березня 1942) — британський політик, колишній віце-голова Європейської комісії, глава Британської ради з 2004 року.

## Біографія
Кіннок народився в 1942 році в Тредегар (Блайнай-Гвент, Уельс) в сім'ї шахтаря. Закінчив Кардіффський університет і аспірантуру і в 1970 році став членом Палати громад парламенту Великої Британії. У 1983 році він був обраний головою опозиційної Лейбористської партії. Цю посаду він покинув в 1992 році після поразки лейбористів на чергових парламентських виборах. З 1995 по 1999 рік Кіннок займав пост європейського комісара з транспорту, а з 1999 по 2004 рік — комісара з адміністративної реформи, а також віце-голови Європейської комісії. 1 листопада 2004 Кіннок очолив Британську Раду.
Ніл Кіннок одружений і має двох дітей. Його син Стівен Кіннок керував нині закритим відділенням Британської Ради в Санкт-Петербурзі.